# Lam Tsuen (údolí)

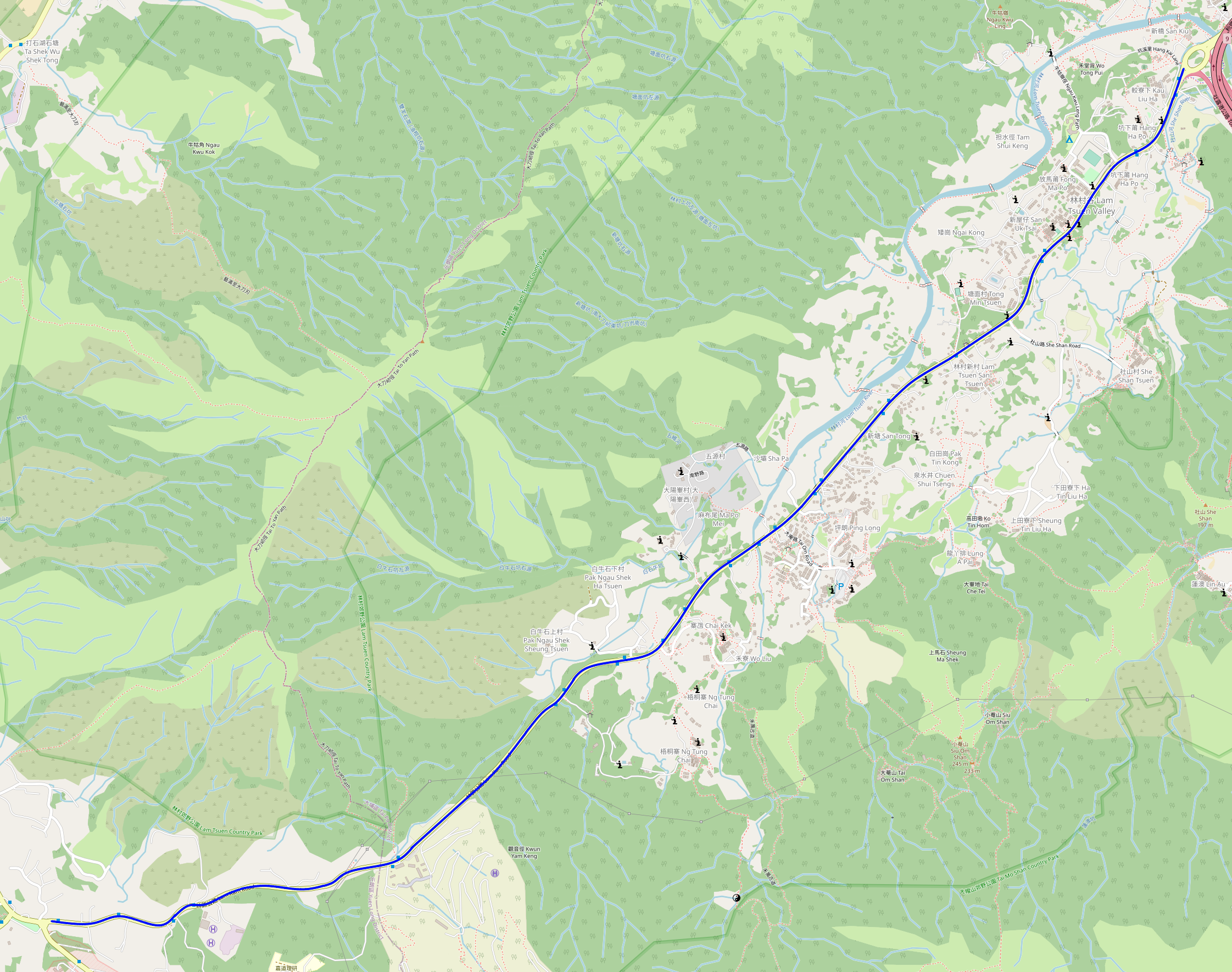

Lam Tsuen (čínsky 林村谷) je údolí v Nových teritoriích v Hongkongu. Nachází se zde vesnice Lam Tsuen a další. Teče zde řeka Lam Tsuen. Jde o území vhodné k zemědělství, které je zde však na ústupu.